# G.I. Gurdsjijev
 Der er for få eller ingen kildehenvisninger i denne artikel, hvilket er et problem. Du kan hjælpe ved at angive troværdige kilder til de påstande, som fremføres i artiklen.

Georgij Ivanovitj Gurdsjijev (russisk: Георгий Иванович Гурджиев ; armensk: Գեորգի Իվանի Գյուրջիև ; græsk: Γεώργιος Γκουρτζίεφ ; født 14. januar 1866 i Aleksandropol, Russiske Kejserrige , død 29. oktober 1949 i Neuilly-sur-Seine, Frankrig) var en græsk-armensk filosof og mystiker. Hans ideer går også under betegnelserne "The Fourth Way" og "The Work". 
G. I. Gurdsjijev var en usædvanlig mand, en mester i den sandeste betydning. Hans lære taler til vore mest væsentlige spørgsmål: Hvem er jeg? Hvorfor er jeg her? Hvad er formålet med livet og formålet med menneskers liv i særdeleshed? Som en ung mand, forfulgte Gurdsjijev ubarmhjertigt disse spørgsmål og blev overbevist om, at praktiske svar lå i de gamle traditioner. Gennem mange års søgen og praksis fandt han svar og satte sig derefter for at formulere hvad han havde lært, i en form, forståelig for den vestlige verden. Gurdsjijev fastholdt, at på grund af de unormale forhold i det moderne liv, fungerer vi ikke længere på en harmonisk måde. Han lærte at for at blive harmonisk, må vi udvikle nye evner - eller aktualisere latente potentialer - igennem at "arbejde med sig selv." Han præsenterede sin lære og ideer i tre former: Tekster, musik og bevægelser, der henholdsvis svarer til vores intellekt, følelser og fysiske krop. 